# Agama planiceps
Espèce
Synonymes
- Agama planiceps schacki Mertens, 1938

Statut de conservation UICN

 LC  : Préoccupation mineure
Agama planiceps est une espèce de sauriens de la famille des Agamidae.

## Répartition
Cette espèce se rencontre en Namibie et en Angola.

## Description

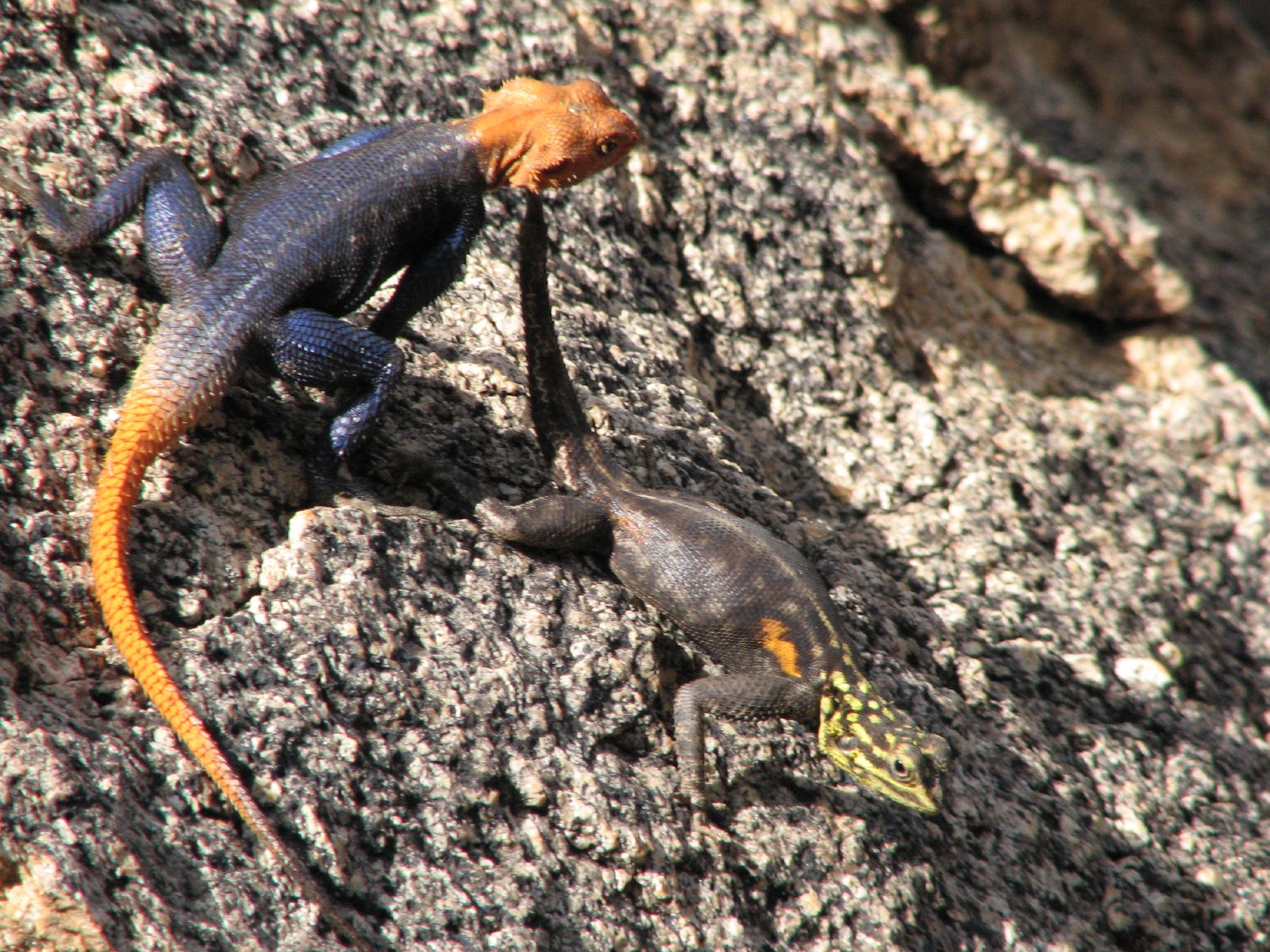
Agama planiceps mâle

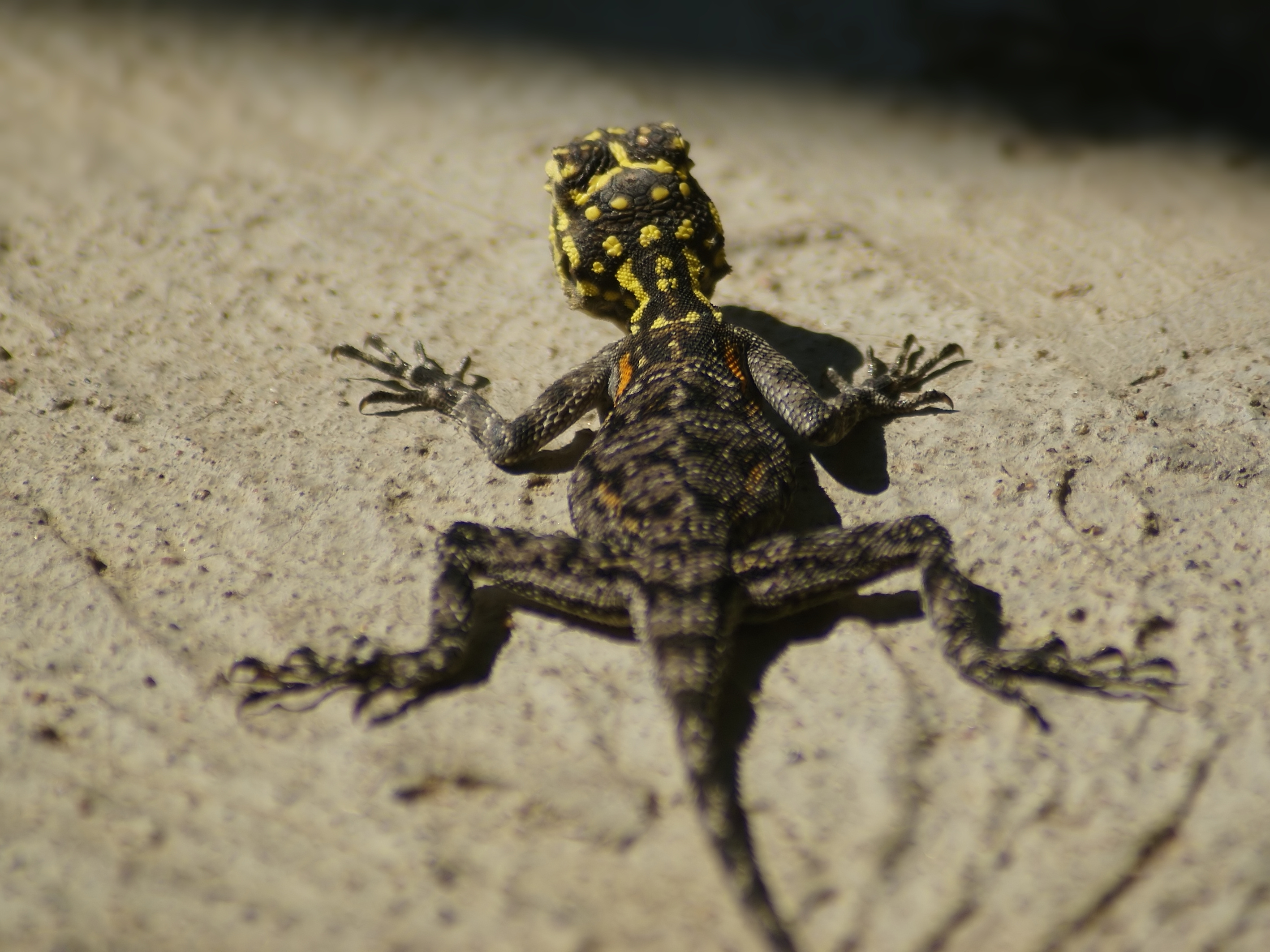
Agama planiceps femelle

C'est un reptile terrestre et diurne. Les mâles ont la tête rouge et un corps bleu-foncé tandis que les femelles ont une tête sombre avec les taches claires.

## Publication originale
- Peters, 1862 : Übersicht einiger von dem, durch seine afrikanische Sprachforschungen, rühmlichst bekannten, Hrn. Missionär C.H. Hahn bei Neu-Barmen, im Hererolande, an der Westküste von Afrika, im 21˚ südl. Br. gesammelten Amphibien, nebst Beschreibungen der neue Arten. Monatsberichte der Königlichen Preussischen Akademie der Wissenschaften zu Berlin, vol. 1862, p. 15-26 (texte intégral).